# Эрлих, Вольф Иосифович
Вольф Иосифович Эрлих (7 июня 1902, Симбирск — 24 ноября 1937) — русский советский поэт и переводчик.

## Биография
Окончил Симбирскую гимназию; участвовал в деятельности гимназического журнала «Юность». Учился в Казанском университете — на медицинском, затем на его историко-филологическом факультете. Во время гражданской войны служил в Красной армии в качестве секретаря педагогической лаборатории Главного политического Управления Просвещения Комитета Татарской республики.
В 1920 году проходил курс всеобуча в 1-м пехотном Казанском территориальном полку. С 1921 г. учился на литературно-художественном отделении факультета общественных наук Петроградского университета, в 1923 г. отчислен за неуспеваемость. В этот период вступил в «Орден воинствующих имажинистов».
В 1925 г. занимал должность ответственного дежурного Первого дома Ленинградского Совета, которую называли «чекистской».
В конце 1920-х гг. вместе с Н. Тихоновым совершил своё первое путешествие в Закавказье (Армению). В 1930-е годы работал членом редколлегии журнала «Ленинград», затем ответственным секретарём газеты «Наступление». В 1932 г. ездил на строительство Беломорско-Балтийского канала. В 1935 г., будучи на Дальнем Востоке, работал над киносценарием «Волочаевские дни».
19 июля 1937 г. был арестован в Армении, во время своей очередной поездки, которую предпринял с целью написать сценарий об армянских репатриантах. Комиссией НКВД и прокуратуры СССР 19 ноября 1937 года по ст. 58-1а-7-10-11 УК РСФСР приговорен к расстрелу. Расстрелян в Ленинграде 24 ноября 1937 года.

## Реабилитация и память
4 апреля 1956 г. определением Военной коллегии Верховного суда СССР реабилитирован «в связи с отсутствием в его действиях состава преступления».
- Многосерийный художественный телефильм «Есенин» (2005). Режиссёр Игорь Зайцев, по сценарию Владимира Валуцкого и Виталия Безрукова — роль Вольфа Эрлиха сыграл Михаил Крылов.
- Драматический фильм «Декабрь» (2025) режиссёра и сценариста Клима Шипенко — роль Вольфа Эрлиха сыграл Сергей Гилёв.

## Семья
- Отец — Иосиф Лазаревич Эрлих, провизор.
- Мать — Анна Моисеевна Эрлих (1874—1955).
- Сестра — Мирра Иосифовна Толкачёва[3].

## Творчество
Книги стихотворений публиковал с 1926 года. В 1929 году вышла в свет его поэма о Софье Перовской. В 1936 году вместе с Н. Берсеневым написал сценарий к фильму «Волочаевские дни». Стихи печатались в газете и журнале «Звезда», «Красная новь», «Литературный современник», в сборнике «Ленинградские поэты. Антология» (Л., 1934).
Был известен и как поэт-переводчик с армянского языка, переводил стихи Мкртича Нагаша и Мкртича Аджемяна; переводы опубликованы в книге Акопа Акопяна «Мой мир: Стихотворения. Поэмы» (М., 1974).
Состоял членом Союза советских писателей.

### Избранные сочинения
- Как жил Есенин : Мемуар. проза / [Сост., авт. послесл., с. 354-373, и коммент. А. Л. Казаков]. — Челябинск: Юж.-Урал. кн. изд-во, 1992. — 379 с. — (Авт.: С. Виноградская, А. Мариенгоф, В. Эрлих, В. Шершеневич, Н. Вольпин). — 100 000 экз. — ISBN 5-7688-0466-8.
- Эрлих В. И. Арсенал : Стихотворения. — М.; Л.: Огиз — Гос. изд-во худ. лит-ры, 1931. — 68 с., 3 000 экз.
- Эрлих В. И. Волчье солнце : Стихи. — [Л.]: Прибой, 1928. — 39 с., 2 000 экз.
- Эрлих В. И. В деревне. — М.; Л.: Радуга, 1926. — 12 с.
- Эрлих В. И. Книга стихов. — [Л.]: Изд-во писателей в Ленинграде, 1934. — 79 с. — 3500 экз.
- Эрлих В. И. Необычайные свидания друзей : [Стихи]. — [М.]; [Л.]: Сов. писатель, 1937. — 65 с. — 5200 экз.
- Эрлих В. И. О ленивом Ваньке и его щенке : [Сказка]. — [М.]; [Л.]: Гос. изд., 1926. — 16 с.
- Эрлих В. И. Порядок битвы : [Стихи]. — [Л.]: Ленгихл, 1933. — 52 с. — 3200 экз.
- Эрлих В. И. Право на песнь : [Воспоминания об Есенине]. — Л.: Изд-во писателей в Ленинграде, 1930. — 103 с. — 4200 экз.
- Эрлих В. И. Софья Перовская : [Поэма]. — [Л.]: Изд-во писателей в Ленинграде, 1929. — 35 с. — 1600 экз.
- Эрлих В. И. Стихотворения и поэмы / Вступит. статья Н. Тихонова. — М.; Л.: Сов. писатель, 1963. — 127 с. — 10 000 экз.
- Эрлих В. И. Собрание стихов / Предисловие Евгения Когана. — М.: Водолей, 2015. — 192 с.

### Отзывы
Он страстно любил поэзию, любил искусство. <…> Вольф Эрлих мог бы дать еще много хороших стихов и доброй прозы. Он рос и креп как писатель и поэт.— Н. Тихонов

Книжка о Есенине написана прекрасно. Большой мир раскрыт так, что не замечаешь, как это сделано, и прямо в него вступаешь и остаёшься.— Б. Пастернак — Н. Тихонову [о книге В. Эрлиха «Право на песнь»] // ЛН. — Т.93. — М., 1983. — С. 681.

## Эрлих и Есенин
Эрлих познакомился с Сергеем Есениным в апреле 1924 года, выступал с ним в здании бывшей городской думы на Невском проспекте, в театре-студии на Стремянной улице, в Детском Селе, занимался его издательскими делами.
Был одним из понятых в 5-м номере «Англетера», где было обнаружено тело Есенина.
В позднеперестроечный и постсоветский периоды в прессе и публицистике Эрлиха называли секретным сотрудником ОГПУ и обвиняли в причастности к убийству Есенина. Однако эта версия, как версия убийства Есенина, весомыми доказательствами не располагает. По воспоминаниям сестры Эрлиха — Мирры Иосифовны Толкачёвой, все упрекали её брата в том, что он не уберёг Есенина, и он сам более всего казнился этим, но никто не обвинил его тогда в убийстве поэта.